# 神秘小鎮大冒險
《神秘小鎮大冒險》是一部美國動畫影集，由阿歷克斯·赫希為迪士尼頻道製作，於2012年6月15日首播。影集主要講述弟寶（Dipper）和他的雙胞胎姐姐美寶（Mabel）的故事，兩人在12歲暑假時被送到他們叔公史坦（Grunkle Stan）所經營的「神秘屋」居住。神秘屋是個專門詐騙觀光客的商店；它所在的小鎮充斥著超自然事物，因此姊弟兩人一方面幫史坦經營神秘屋，一方面探索當地的神祕謎團。
在第一季完結之後，第二季在2014年8月4日於迪士尼XD首播，之後迪士尼XD成為《神秘小鎮大冒險》主要首播的平台。2015年11月20日，赫希宣布《神秘小鎮大冒險》會在第二季完結；而最後一集是接近一個小時的《Weirdmageddon 3: Take Back The Falls》，於2016年2月15日首播。

## 劇情簡介
暑假期間，原本住在加州皮蒙特的一對雙胞胎，12歲的弟寶和美寶，被送到一個虛構的小鎮，奧勒岡州的葛利瀑布鎮，和經營「神秘屋」的叔公史坦一起度過這個長假。但是小鎮上的事物看來並不單純，而弟寶在森林裡找到一本神秘的日誌，因此他們開始探索當地的神祕事物。隨著和弟寶和美寶的夥伴，收銀員温蒂、打雜工阿蘇，以及其他角色的出現，弟寶和美寶總能對新的一天充滿期待。

## 演員和角色

### 主角
| 角色                               | 配音          | 配音   | 配音   | 簡介                                                                   |
| 角色                               | 美國          | 台灣   | 香港   | 簡介                                                                   |
| ---------------------------------- | ------------- | ------ | ------ | ---------------------------------------------------------------------- |
| 弟寶·派爾斯 （Dipper Pines）       | 詹森·貝特     | 鈕凱暘 | 陳亮棋 | 12歲(第一季至第二季) 13歲(第二季最後一集)龍鳳胎，美寶比弟寳早出生5分鐘 |
| 美寶·派爾斯 （Mabel Pines）        | 克里斯汀·沙爾 | 謝佼娟 | 洪子薇 | 12歲(第一季至第二季) 13歲(第二季最後一集)龍鳳胎，美寶比弟寳早出生5分鐘 |
| 史坦尼爾·派爾斯 （Stanley Pines）  | 阿歷克斯·赫希 | 王希華 | 周偉強 | 弟寶與美寶的叔公                                                       |
| 阿蘇 （Soos Ramirez）              | 阿歷克斯·赫希 | 馬伯強 | 陳家豪 | 22歲，神秘屋的打雜工                                                   |
| 溫蒂 （Wendy Corduroy）            | 琳達·卡迪林尼 | 謝佼娟 | 周奕勤 | 15歲，神秘屋的兼職收銀員，弟寶的暗戀對象                               |
| 史坦霍特·派爾斯 （Stanford Pines） | J·K·西蒙斯    | 馬伯強 | 李光耀 | 綽號「作者」、「阿福」，斯坦叔公失蹤多時的雙胞胎哥哥，雙手各有六根手指 |

### 配角
| 角色                                 | 配音                | 配音                 |                                                          | 簡介                                                                       |
| 角色                                 | 美國                | 台灣                 |                                                          | 簡介                                                                       |
| ------------------------------------ | ------------------- | -------------------- | -------------------------------------------------------- | -------------------------------------------------------------------------- |
| 瓦多 （Waddles）                     | 迪·貝克爾 尼爾·泰森 |                      |                                                          | 美寶的寵物豬                                                               |
| 翁帕斯山羊 （Gompers）               | 法蘭克·維爾克       |                      |                                                          | 栖息在神秘小屋附近的山羊                                                   |
| 甘蒂 （Candy Chiu）                  | 尼基·楊             |                      | 鍾雪瑩                                                   | 美寶的摯友                                                                 |
| 關妲 （Grenda）                      | Carl Faruolo        | 馬伯強               | 蔡忠衛                                                   | 美寶的摯友                                                                 |
| 麥加奇 （"Old Man" McGucket）        | 阿歷克斯·赫希       | 馬伯強               | 李家傑                                                   | 葛利瀑布鎮的「本地瘋子」，曾是史坦福的同學、同事                           |
| 比爾·賽佛 （Bill Cipher）            | 阿歷克斯·赫希       | 鈕凱暘 馬伯強 王希華 | 陳仕文 （第一季） 黃尉斯 （第二季）                      | 一個法力強大的惡魔，來自另一個次元，能在思想世界中操控葛利瀑布鎮的人們     |
| 吉登 （Li'l Gideon）                 | 色普·範·奧爾曼      | 馬伯強               | 孫明貞 衛婉芝                                            | 一個年輕的騙徒，史坦叔公的對手                                             |
| 派西卡·挪威特 （Pacifica Northwest） | 潔柯·巴斯卡妮歐     |                      | 葉嘉敏                                                   | 葛利瀑布鎮的創辦人後裔，挪威特家族。但其後被弟寶發現他們的祖先不是創辦人。 |
| 羅比 （Robbie）                      | 托德·約瑟夫·米勒    | 蔣鐵城               | 古巨基                                                   | 年輕的吉他手，是弟寶的情敵、和溫蒂談過戀愛                                 |
| 布拉警長 （Sheriff Blubs）           | 凱文·麥可·理查森    | 王希華               | 楊啟健                                                   | 葛利瀑布鎮的兩位警察                                                       |
| 德蘭副警長 （Deputy Durland）        | 凱思·費格遜         | 馬伯強               | 陳偉權（第一声音） 黃啟昌（第二声音） 何偉誠（第三声音） | 葛利瀑布鎮的兩位警察                                                       |
| 布蘭丁 （Blendin）                   | 賈斯汀·羅蘭德       | 馬伯強               | 高翰文                                                   | 來自西元 207012年的時間矯正人員（時間警察）                                |

## 製作

### 構想
在製作神秘小鎮大冒險之前，導演赫希最初受動畫喜劇辛普森家族啟發：「動畫可以比真人演出拍攝更有趣，也不一定只能給小孩子看。它可以由角色互動表達諷刺以及呈現觀點。」赫希在加州藝術學院畢業，曾受雇於卡通頻道，擔任《阿嗨大冒險》的編劇以及動畫分鏡師，因此當時和潘得頓·沃德（探險活寶製作人）是同事。之後，他到迪士尼一起製作動畫影集魚樂圈，不久便開始著手創造《神秘小鎮大冒險》。
赫希還在加州藝術學院就讀時，曾婉拒夢工廠的職位，因為他更想前往迪士尼任職；2007年春，他製作名為《Off the Wall》的短片，是一部11分鐘的低成本學生電影，而受到迪士尼的Mike Moon注意。後來，迪士尼頻道聘請赫希製作一部動畫影集，向他買下這個版權，並在2012年正式開播《神秘小鎮大冒險》。《神秘小鎮大冒險》的故事靈感來自赫希自己童年時和雙胞胎姐姐在暑假的經歷，而史坦叔公的原型是自己的祖父，也叫史坦。

### 過程
在第一季播映期間，赫希在影音俱樂部接受訪問並給出一個簡單概要，故事大綱就此確定下來，還打算加入角色導向的支線。（他認為「最困難的是⋯⋯塑造一個角色的故事，包括發現祕密、探索、或者引起劇情高潮；或是角色所關心的事物，可以由魔法、怪物或不可思議的情節來體現。」）其他的編劇先做一些情節構想，再給赫希來修改。赫希和創意總監邁克爾·里安達會在確定文本前，先做個草稿，而其中的對話和原本已大不相同；對此，赫希表示：「這不是否定我們的編劇們⋯⋯只是我們的視角不同。尤其是弟寶和美寶的台詞，往往幾乎是我改寫的，因為它們出現在我腦海裡。我和邁克爾在交出每個劇本前二十四小時大趕工；在週末，我們徹夜工作，喝紅牛能量飲料，像瘋子一樣輪流睡沙發，互相打臉。」 文本後來會改寫成分鏡腳本，當比如哏呈現得不好時赫希會出來指正。然後關於該集的報告會送出，迪士尼頻道在核准前會先審查內容。

## 發行

### 首播
《神秘小鎮大冒險》前12集，在2012年中每週在迪士尼頻道播出一集，但是之後就沒有如此規律；接下來8集在2013年8月播出，至此第一季完結。翌年八月，第二季在迪士尼XD開播，前9集在11月前播完、接下來2集在2015年2月到3月、再8集在2015年7月到11月，最後一集在2016年2月播出。根據迪士尼XD，由於一集要花六個月製作，他們不每一周連播，而是等一個段落完成後才開播。
| 名稱                                                                | 包含集數      | 發行日期       |
| ------------------------------------------------------------------- | ------------- | -------------- |
| 《神秘小鎮大冒險：怪誕事件簿》 （Gravity Falls: Six Strange Tales） | 第一季1～6集  | 2013年10月15日 |
| 《Gravity Falls: Even Stranger》                                    | 第一季7～13集 | 2014年8月26日  |
| 《Gravity Falls: The Complete Series》                              | 全集          | 2018年7月24日  |

### 其他
赫希曾表示對未來是否有補充集數/短片持保留態度。2018年，他又在他的推特宣布即將發表新漫畫《Gravity Falls: Lost Legends》，作為《神秘小鎮大冒險》的延續。

## 集數
| 季數   | 集数   | 集数   | 首播日期      | 首播日期      | 首播日期   |
| 季數   | 集数   | 集数   | 首映          | 季终          | 电视网     |
| ------ | ------ | ------ | ------------- | ------------- | ---------- |
| 試播集 | 試播集 | 試播集 | 2018年7月24日 | 2018年7月24日 | DVD        |
| 1      | 20     | 20     | 2012年6月15日 | 2013年8月2日  | 迪士尼頻道 |
| 2      | 20     | 20     | 2014年8月1日  | 2016年2月15日 | 迪士尼XD   |

## 暗號
在每一集結尾處，都有些由取代加密法呈現的暗語。

### 第一季
- 凱撒密碼：在每集開頭有出現暗示解法的聲音，倒放出來的原句是「往後三個字母」（three letters back）。[24]在第1～6集出現。
- 阿特巴希密碼：有些凱撒密碼提示它會在該集被使用；[24]在第7～13集出現。
- A1Z26密碼：即英文字母換成其出現順序的號碼；在第14～19集出現。
- 混合使用：使用多於一種加密法，如：第20集需依序用A1Z26密碼、阿特巴希密碼以及凱撒密碼來解密。第二季的混合密碼則由維吉尼亞密碼開始。
- 符號：在季終、日誌裡出現。

### 第二季
- 維吉尼亞密碼：也在結尾時出現，密鑰會在同一集出現暗示。
- 第二季也使用符號密碼。

## 迴響

### 評論界
《神秘小鎮大冒險》曾接受一些公眾人物的評論。
《綜藝》的Brian Lowry說：「這個影集品質良好，適合兒童，並讓他們的父母感到懷舊。」《洛杉磯時報》的Robert Lloyd則說本劇「......相當曲折，有迪士尼的味道，感動人心。」在他的報導裡，《紐約每日新聞》的David Hinckley認為神秘小鎮大冒險「不同凡響而可愛」並讚美美寶這個角色。《連線》的Matt Blum則將其與《天兵公園》、《飛哥與小佛》相媲美，盛讚道「機智、奇特並有幾分深沉」。《富比士》Erik Kain稱《神秘小鎮大冒險》為「當下電視（節目中）最棒的」；《紐約郵報》的Kayla Cobb更說《神秘小鎮大冒險》是「有史以來幾個結構上最精巧的電視劇之一」。

### 觀看人數
第一季在第5集時獲得高收視率（2012年7月13日），有360萬人收看。翌年3月15日，第15集有450萬人收看，是整個影集評分最高的一集。第二季時，第12集是迪士尼XD收視率第二高的節目，有190萬人觀賞。相比之下，当时迪士尼XD收视率最高的节目为《星球大战：义军崛起》，其第一季第1集有274万人观赏。

## 獎項
| 年分 | 獎項名稱                          | 類別                   | 被提名者 | 結果 |
| ---- | --------------------------------- | ---------------------- | --- | ---- |
| 2012 | 第40屆安妮獎                      | 最佳動畫製作設計獎     | Ian Worrel | 提名 |
| 2012 | 第40屆安妮獎                      | 最佳動畫配音獎         | 克里斯汀·沙爾 | 獲獎 |
| 2013 | 青少年票選獎                      | 電視票選獎：動畫節目   | 神秘小鎮大冒險 | 提名 |
| 2013 | 第41屆安妮獎                      | 最佳兒童動畫片獎       | 神秘小鎮大冒險 | 提名 |
| 2013 | 第41屆安妮獎                      | 最佳動畫導演獎         | John Aoshima | 提名 |
| 2013 | 第41屆安妮獎                      | 最佳動畫編劇獎         | Alonso Ramos-Ramirez | 提名 |
| 2013 | Golden Reel Award                 | 最佳動畫音效           | 神秘小鎮大冒險 | 提名 |
| 2013 | PAAFTJ 電視大獎                   | 最佳動畫影集           | 神秘小鎮大冒險 | 提名 |
| 2013 | PAAFTJ 電視大獎                   | 最佳動畫導演           | John Aoshima （導演《觀光客受困》）                                                                                             | 提名 |
| 2013 | PAAFTJ 電視大獎                   | 最佳動畫編劇           | 邁克爾·里安達、阿歷克斯·赫希（編寫《麻煩事》）                                                                                  | 提名 |
| 2013 | PAAFTJ 電視大獎                   | 最佳動畫配音           | 阿歷克斯·赫希 | 提名 |
| 2013 | PAAFTJ 電視大獎                   | 最佳動畫女演員         | 克里斯汀·沙爾 | 提名 |
| 2013 | PAAFTJ 電視大獎                   | 最佳動畫藝術/視覺成就  | 《戰士對決》製作群： 菲爾·蘭達（藝術指導） Ian Worrel（藝術總監） 克里斯·霍頓、Carl Raggio IV （角色設計） Mark Garcia （腳本） | 提名 |
| 2013 | PAAFTJ 電視大獎                   | 最佳主題曲             | 神秘小鎮大冒險 | 獲獎 |
| 2014 | 兒童票選獎                        | 最佳動畫動物配角       | 摇摇 | 提名 |
| 2014 | 第66届創新藝術艾美獎              | 最佳動畫節目個人成就獎 | Ian Worrel（参与《Dreamscaperers》制作）                                                                                        | 獲獎 |
| 2014 | 青少年票選獎                      | 電視票選獎：動畫節目   | 神秘小鎮大冒險 | 提名 |
| 2015 | 第42屆安妮獎                      | 最佳兒童動畫片獎       | 神秘小鎮大冒險 | 獲獎 |
| 2015 | 第42屆安妮獎                      | 最佳動畫導演成就獎     | 羅布·倫芝蒂 | 提名 |
| 2015 | 第42屆安妮獎                      | 最佳動畫腳本成就獎     | Luke Weber、Alonso Ramirez Ramos、Neil Graf 斯蒂芬·海涅費爾德                                                                   | 提名 |
| 2015 | 第5届美国评论家选择电视奖         | 最佳動畫影集           | 《神秘小鎮大冒險》 | 提名 |
| 2015 | 第67屆創新藝術艾美獎              | 最佳動畫個人成就獎     | Alonso Ramirez Ramos（參與《Not What He Seems》製作）                                                                           | 獲獎 |
| 2015 | British Academy Children's Awards | 國際獎                 | 《神秘小鎮大冒險》製作團隊 | 獲獎 |
| 2015 | 青少年票選獎                      | 電視票選獎：動畫節目   | 神秘小鎮大冒險 | 提名 |
| 2016 | 第43屆安妮獎                      | 最佳兒童動畫片獎       | 《Not What He Seems》 | 提名 |
| 2016 | 第43屆安妮獎                      | 最佳動畫導演成就獎     | Matt Braly（導演《Northwest Mansion Mystery》）                                                                                 | 獲獎 |
| 2016 | 第43屆安妮獎                      | 最佳動畫藝術指導成就獎 | Ian Worrel、Jeffrey Thompson | 提名 |
| 2016 | 第43屆安妮獎                      | 最佳動畫編劇成就獎     | 《Not What He Seems》製作群：阿歷克斯·赫希 Shion Takeuchi、Josh Weinstein、Jeff Rowe、Matt Chapman                              | 提名 |
| 2016 | 兒童票選獎                        | 最佳卡通獎             | 神秘小鎮大冒險 | 提名 |
| 2016 | 皮博迪獎                          | 兒童節目獎             | 神秘小鎮大冒險 | 提名 |
| 2016 | 青少年票選獎                      | 電視票選獎：動畫節目   | 神秘小鎮大冒險 | 提名 |
| 2016 | 第44屆安妮獎                      | 最佳動畫導演成就獎     | 《Weirdmageddon Part 3: Take Back the Falls》製作群： Shion Takeuchi、Mark Rizzo、Jeff Rowe 喬許·溫斯坦、阿歷克斯·赫希          | 提名 |
| 2016 | 第44屆安妮獎                      | 最佳動畫影響成就獎     | 《Weirdmageddon Part 3: Take Back the Falls》製作群：Kevin Locarro、Andrew Sorcini、Nancy Frazen、Tony Mizgalski                | 提名 |
| 2017 | 青少年票選獎                      | 電視票選獎：動畫節目   | 神秘小鎮大冒險 | 提名 |

## 備註
1. 在韓國，首播以《弟寶與美寶的神祕冒險》（디퍼와 메이블의 미스터리 모험）做為譯名播出，後來於2016年9月重播時，更改譯名為《怪異家族怪談日記》（괴짜가족 괴담일기）。
2. ↑  第一集被視為影集的預告，而影集在同月29日真正首映。
3. ↑  第一集仍在迪士尼頻道首映；第二季在迪士尼XD、於同月4日正式開始。